# 燃える秋
『燃える秋』（もえるあき）は1978年12月23日に公開された日本映画。五木寛之の同名小説の映画化。主演：真野響子 監督：小林正樹。三越=東宝映画提携、配給東宝。

## 概要
三越社長の岡田茂の企画で制作され、三越の資金10億円を映画製作費に使ったとされ、企画の段階から三越が大きく製作に関わった。この破格の予算に物を言わせて、小林正樹、稲垣俊、村木忍、武満徹といったスタッフを集結させた。当初、主演は三越のCMに出演していた栗原小巻で企画されていたが、スケジュールが合わず、五木寛之がテレビCMで目にとめた真野響子が起用された。岡田は三越の専属配送業者である大和運輸（現ヤマトホールディングス）に映画前売券の購入を強要し、公正取引委員会からの調査を受け、大和運輸は三越と絶縁した。このような岡田による会社の私物化が社内で問題視され、後に岡田は解任された（三越事件）。そのため、この映画も三越の恥として黒歴史と化し、公開後はお蔵入りとなり、ビデオソフト化やネット配信などは一切されていない。
以上の経緯のため、現在では幻の映画である半面、武満が担当した音楽が比較的よく知られており、稀に映画祭などで特別上映されると、かえって集客力のある奇妙な立ち位置の作品となった。

## あらすじ
老画商・影山（佐分利信）の愛玩品として弄ばれることに疲れきった桐生亜希（真野響子）が、京都祇園祭の宵山の雑踏の中で若い商社マン・岸田（北大路欣也）に出会い、ペルシャ絨毯の美を教えられる。やがて影山はガンに侵され、亜希にペルシャ絨毯とそれを生んだイランへの航空券を残して死ぬ。亜希は影山の遺志でイランに旅立つ。

## スタッフ
- 製作：藤本真澄、佐藤正之、安武龍
- 監督：小林正樹
- 企画：岡田茂(三越)
- 原作：五木寛之
- 脚本：稲垣俊
- 撮影：岡崎宏三
- 美術：村木忍
- 録音：西崎英雄
- 照明：小島正七
- 編集：浦岡敬一
- 助監督：橋本幸治
- 製作担当者：橋本利明
- 音楽：武満徹（指揮：林光）

## キャスト
- 桐生亜希：真野響子
- 岸田守：北大路欣也
- 夏沢揺子：小川真由美
- 影山良造：佐分利信
- 揺子の愛人・裕：上條恒彦
- サングラスの女：三田佳子（特別出演）[注 2]
- 内村教授：芦田伸介
- 木島：井川比佐志

## 主題歌
「燃える秋」
- 作詞：五木寛之、作曲：武満徹、編曲：田辺信一、唄：Hi-Fi Set

熱帯夜 / 燃える秋 GLOWING AUTUMN として1978年にHi-Fi Setのシングルレコードが発売された。
武満としては完全にビジネスライクに徹した仕事だったようだが（五木に歌詞には英語を入れた方が売れると言われたらしい）、武満夫人によると生前の武満のレコードでもっとも印税収入が多かったとのこと。第2回日本アカデミー賞・最優秀音楽賞を受賞した。その授賞式でネガティブな思いの丈をぶちまけようとした際に、司会の宝田明に止められる、というハプニングがあった。
映画が後にお蔵入りとなったために映画そのものは知らない世代が増えていく中、後年の石川セリによるカヴァー2種をはじめ、武満の死後にはジャズバンドなど多くのアレンジもリリースされた。

## 製作

### 発表まで
1977年秋、三越が映画製作に乗り出すと報道され、同社社長の岡田茂が、東映・岡田茂と同姓同名で、同じワンマン社長で仲がよく、かつて全国の三越の中にあった名画を上映する三越映画劇場（三越ミニ劇場）は、東映岡田のアイデアを受けた三越岡田が始めたもので、逆に東映岡田が映画以外の事業に進出する際には三越岡田からアドバイスを受け、特にボウリング場を転用するため流通業界への進出を目論んだ際に手を貸した。また岡田茉莉子の三越劇場の公演は、ほとんど東映が企画を担当しており、仕事上の付き合いもあることから、東映が配給を引き受けタイトル通り、1978年秋に公開すると報道された。この後、数え切れない映画外企業が映画製作に進出するが、三越は角川書店、サンリオに次ぐ三番目の参入だった。角川の企業イメージは上がり、関連商品も売れるという波及効果もあり、一石二鳥どころか、一石三鳥にもなっており、これを企業が見逃す手はなく、多くの大企業が映画製作の参入を表明した。松下電器は『水戸黄門』の映画化を検討し、三菱商事、三井物産、住友商事、伊藤忠、オンワード樫山なども映画製作を検討していると噂された。フリーランス・プロデューサー・西崎義展による『宇宙戦艦ヤマト』の成功、企業タイアップの先鞭をつけた東宝・カネボウの『女王蜂』の成功が続き、資生堂が『ベルサイユのばら』の製作を表明するなど、日本映画の製作方式が大きく変わろうとしている流れから製作された映画である。当時アメリカやイギリスの映画界では、銀行を初め、商社・不動産会社などが、あたかも株に投資するように映画を探っていたため、とうとう日本もそうなるのかという感想を映画関係者は持った。映画評論家・林冬子は「企業が映画に対して本当に愛情を持っているのかが問題です」と評した。
宣伝部出身の岡田三越社長の狙いは角川商法で、角川が映画を作って本業の本の売れ行きを伸ばすことに成功したことにあやかり、映画作りを宣伝の一環としてデパートの売れ行きに結び付けようとした。岡田東映社長（以下、東映岡田）は映連会長としても「今や映画づくりは映画会社だけでやるものじゃない。優秀な外部頭脳と積極的に提携した映画作りの時代だ」などと異業種参入を歓迎する意向を打ち出していた。三越の組織票を目論み製作費10億円を投入、企画・製作を東映が担当し、出資比率を折半か、三越側がやや比率を高くなるような形を取り、配給を東映が担当する予定であった。

### 企画
東映岡田は「スーパーカーブームの次に反動でクラシックカーブームが来る」と確信し、クラシックカーのコレクションを持つ安宅産業の子会社・安宅興産とこの年春に業務提携を結び、安宅興産が所有するクラシックカーを利用した事業をやろうとしていた関係から、安宅産業崩壊の内幕ドラマ『安宅家の崩壊』を企画し、岡田三越社長に打診したが「三越のイメージを損ねるものは困る」と反対された。それなら谷崎潤一郎の『細雪』なら、三越のイメージに合うし、栗原小巻主演でも、両岡田が後援している「まり子の会」の岡田茉莉子でもいいと話し合いをしていたが、1977年11月25日に記者会見が開かれ、三越は東映ではなく東宝と提携して『燃える秋』を製作し、1978年秋に公開すると正式発表した。三越宣伝部の田辺次長は「ウチは百貨店ですから、女性客が圧倒的に多いわけです。この映画は女性がいかに生きたらよいか、新しい観点で考える文化の提案だと考えています」、岡田三越社長は「日本とイランの文化交流に役立ちたい。三越の企業宣伝映画にはしない」などと繰り返し説明したものの、実際は三越が1978年秋に「絨毯展」を開催することに決まったため、ペルシャ絨毯を映画公開に合わせて輸入し、売出しを計る目的であった。記者会見でも「ペルシャ絨毯を作るところなどは実に素晴らしく、これが映画で紹介されるのも面白い」などとホンネをこぼした。『燃える秋』を三越が企画した経緯は、五木寛之の同名小説がペルシャ絨毯に心惹かれた女性を主人公とするものだからで、五木が小説の取材でイランを訪れた際、テヘランのイラン三越が取材に協力していた。岡田三越社長が藤本真澄が初代社長をつとめた（1975年に田中友幸に交代）製作担当子会社、東宝映画の社外重役で付き合いもあることから東宝との提携に至った。この製作発表記者会見で製作費10億円を三越で東宝と折半負担し、監督・小林正樹、主演・栗原小巻を同時に発表した。東宝としてはこれからの大作映画が製作費10億円、20億円という時代に入ることを予想し、三越のような大企業と組んで負担を出来るだけ軽くして儲けたいという思惑があった。
一枚タイトルで最初に出てくる企画者は岡田茂であるが、実質的な製作者は藤本真澄、佐藤正之、安武龍の三人である。製作中の1979年5月2日、本作のプロデューサー・藤本真澄が喉頭がんで死去した。本作は大プロデューサー藤本の遺作でもあった。ただ藤本は製作中に手術や入院を繰り返して体調が思わしくなく、実際に仕切ったのは俳優座映画放送社長として映画やテレビ界に大きな影響力を持つ佐藤正之であった。本作も1972年のテレビドラマから再編集されて1975年に映画として公開した『化石』と骨格は同じ演出チームによるもので、三越の映画製作乗り出しを、新劇の大物プロデューサーがアレンジするという形の上に成り立っている。

### 演出
映画は8年ぶりの小林正樹は「お話があったときに原作を読んで『ボクのものじゃないから』とすぐお断りしたんですが、自由にやらせていただくということで始めたわけです。今まで手掛けたことのない素材だけに、こんなに一生懸命やった仕事は初めてでしょうね」などと述べている。

### キャスティング
1977年の『八甲田山』『幸福の黄色いハンカチ』の各映画賞の独占で、高倉健に、各社"高倉もの"という企画が目白押しになり、『冬の華』、『野性の証明』、「妻たちの二・二六事件」（『動乱』）、などとともに本作も高倉に出演オファーを出していた。
ロケを盛夏のイランでの撮影スケジュールを組んでいたが、1978年1月に監督、脚本家、プロデューサーでイランに20日間調査に行った際に、イランの熱さが予想以上で、また現地スタッフが真夏に働かないことが判明した。このためイランロケを5、6月に前倒しするか、11月に遅らせるかの二者択一を迫られた。最終的に小林が前者を選び、これにより6月に東京宝塚劇場での舞台が入っていた主役予定の栗原小巻が出演不可能になり、代わって真野響子が起用された。栗原は前述の三越のCMに出演していた縁だけではなく、佐藤正之が社長を務める俳優座映画放送がマネージメントをしていたこともあった。真野も劇団民藝に所属しており、佐藤は新劇界に大きな影響力を持っていたため問題はなかった。最初は肌を見せない真野が初めてヌードになるのではと期待させ、東宝宣伝部も「北大路さんと佐分利さんとのベッドシーンがあります。佐分利さんとの場合は、ペルシャ絨毯の上でも...乳房も乳首もばっちり見られます」などとマスメディアに公表していたが、真野のヌードは無かった。

### 脚本・撮影
1978年2月から脚本執筆。4月16日～29日ロケハン。小林が「がんじがらめの性愛からヒロインを解放してゆく要因の一つにイランの風土がある。これをどこまで描き切れるかが勝負の分かれ目」というほど、イランロケは重要視された。1978年5月1日、作品の後半に当たるイランロケから撮影スタート。当時のイランはイラン革命前の政情不安で、ロケ中もイラン各地で暴動が起きており何度が銃声を聞いた。イラン政府文化省の協力で文化省の役人がスタッフとして同行、ロケ隊は無事だった。イランはアメリカ帰りで合作映画を手掛けた人も多く、文化省の協力でアメリカ製の新鋭機材を借りられた。現地人スタッフ12人を含む総勢40人余でロケ隊が編成された。
イランは5月でも気温は38℃超。また昼夜の激しい温度差にも悩まされた。ロケ隊は、本来飛行機で移動するテヘラン、エスファハーン、シーラーズをロケバスで辿り、時には後戻りして撮影を繰り返した。イランは光が強すぎ撮影できる時間も限られ難しい撮影だったという。監督の小林はこのコースをシナハン、ロケハン、本編撮影、実景撮影と計4回通った。テヘラン市内やクム、カシャーンの砂漠地帯、ペルセポリス他、5月27日までイランロケ。全旅程1000キロを走破し、日本から持ち込んだ25000フィートのフィルムを全部使いきった。
1978年7月、祇園祭で賑わう京都ロケを挟み、6月20日～8月27日、作品の前半に当たるスタジオセットと実景ロケ。9月28日雨の実写を1日だけ撮影し撮影完全終了。編集にもたっぷり時間をかけた。

### 製作費
5億円。東宝3億、三越が2億円を出資。当時の三越の宣伝費は年間100億円。イメージアップが売上げ増に結び付くかが注目された。10億円近い製作費とする文献もある。

## 評価
- 本作が公開された1978年は『アニー・ホール』や『ミスター・グッドバーを探して』、『ジュリア』『結婚しない女』など、アメリカの女性映画が多数日本でも公開され話題を呼んだ[20][24][25]。真野響子もカメラの岡崎宏三に「『ジュリア』のように撮ってくれ」と注文したという[21]。女性ジャーナリストからは、これらの映画を引き合いに出し好評価する論調もあった。
- 主演の真野が、新人時代から「生意気」と芸能記者らジャーナリズムから嫌われていた背景があり[26]、ベッドシーンで吹き替えを使ったことに[26]、「女優にあるまじき態度」と一斉に非難の声が上がった[26]。
- 第2回日本アカデミー賞最優秀音楽賞受賞。

## エピソード
小林正樹監督は、本作完成後の11月から1か月半をかけ、1979年1月2日に東京12チャンネル（現・テレビ東京）で放送される開局15年記念事業『人間の條件』全3作一挙放送をテレビの枠に合うようにフィルムを切ったり、繋いだりする作業に追われていた。小林は既に62歳で体力気力がある時間も限られ、この合間に行われた『キネマ旬報』の『燃える秋』についてのインタビューでも、映画化を願ってやまない『敦煌』を「早く撮りたい」と長く熱弁したという。